# Taiga drama
Taiga drama (大河ドラマ, Taiga dorama, « Série du grand fleuve ») est le nom que la NHK donne à la série télévisée annuelle de fiction historique qu'elle diffuse au Japon.
La première diffusion a eu lieu en 1963 avec Hana no Shōgai en noir et blanc, mettant en scène Onoe Shōrokudu, acteur du théâtre kabuki et Awashima Chikage, vedette de la revue Takarazuka.
La chaîne engage chaque année différents scénaristes, réalisateurs et autres créatifs pour travailler sur son nouveau taiga drama. 
Chaque épisode dure 45 minutes et est diffusé sur le réseau général NHK chaque dimanche à 20h00, avec rediffusion le samedi à 13h05. Des diffusions ont également lieu sur NHK BS, NHK BS Premium 4K et NHK World Premium.

## Liste des séries
(août 2020).
|    | Titre en caractères latin      | Titre en caractères japonais   | Début            | Fin              | Principaux acteurs                                             | Remarques |  |
| -- | ------------------------------ | ------------------------------ | ---------------- | ---------------- | -------------------------------------------------------------- | --- |  |
| 1  | Hana no shōgai                 | 花の生涯                       | 7 avril 1963     | 29 décembre 1963 | Shoroku Onoe (尾上松緑) Keiji Sada                             | Noir et blanc |  |
| 2  | Akō rōshi                      | 赤穂浪士                       | 1er janvier 1964 | 27 décembre 1964 | Kazuo Hasegawa (長谷川一夫) Osamu Takizawa                     | Noir et blanc. Le taiga drama le moins suivi de l'histoire du genre.                                                                      |  |
| 3  | Taikōki                        | 太閤記                         | 3 janvier 1965   | 26 décembre 1965 | Ken Ogata (緒形拳) Kōji Takahashi (高橋幸治)                   | Noir et blanc |  |
| 4  | Minamoto no Yoshitsune         | 源義経                         | 2 janvier 1966   | 25 décembre 1966 | Onoe Kikunosuke VII (尾上菊之助) Junko Fuji (藤純子)           | Noir et blanc |  |
| 5  | San shimai                     | 三姉妹                         | 1er janvier 1967 | 24 décembre 1967 | Mariko Okada (岡田茉莉子) Shiho Fujimura Komaki Kurihara       | Noir et blanc |  |
| 6  | Ryōma ga yuku                  | 竜馬がゆく                     | 7 janvier 1968   | 29 décembre 1968 | Kin'ya Kitaōji (北大路欣也) Ruriko Asaoka                      | Noir et blanc |  |
| 7  | Ten to chi to                  | 天と地と                       | 5 janvier 1969   | 28 décembre 1969 | Kōji Ishizaka (石坂浩二) Kōji Takahashi (高橋幸治)             | En couleur. Les émissions ultérieures sont en couleur.                                                                                    |  |
| 8  | Mominoki wa nokotta            | 樅の木は残った                 | 4 janvier 1970   | 27 décembre 1970 | Mikijiro Hira (平幹二朗) Sayuri Yoshinaga                      | |  |
| 9  | Haru no sakamichi              | 春の坂道                       | 3 janvier 1971   | 26 décembre 1971 | Kinnosuke Nakamura (萬屋錦之介)                                | |  |
| 10 | Shin Heike monogatari          | 新・平家物語                   | 2 janvier 1972   | 24 décembre 1972 | Tatsuya Nakadai (仲代達矢) Tarō Shigaki                        | |  |
| 11 | Kunitori monogatari            | 国盗り物語                     | 7 janvier 1973   | 30 décembre 1973 | Mikijirō Hira (平幹二朗) Hideki Takahashi                      | |  |
| 12 | Katsu Kaishū                   | 勝海舟                         | 6 janvier 1974   | 29 décembre 1974 | Tetsuya Watari (渡哲也)→Hiroki Matsukata                       | L'acteur principal a changé à partir de la 10e histoire.                                                                                  |  |
| 13 | Genroku Taiheiki               | 元禄太平記                     | 6 janvier 1975   | 29 décembre 1975 | Kōji Ishizaka (石坂浩二) Tōru Emori                            | |  |
| 14 | Kaze to kumo to niji to        | 風と雲と虹と                   | 4 janvier 1976   | 26 décembre 1976 | Ken Ogata Gō Katō (加藤剛)                                     | |  |
| 15 | Kashin                         | 花神                           | 2 janvier 1977   | 25 décembre 1977 | Umenosuke Nakamura (中村梅之助) Masatoshi Nakamura (中村雅俊)  | |  |
| 16 | Ōgon no hibi                   | 黄金の日日                     | 8 janvier 1978   | 24 décembre 1978 | Ichikawa Somegorō VI (六代目市川染五郎)                        | |  |
| 17 | Kusa moeru                     | 草燃える                       | 7 janvier 1979   | 23 décembre 1979 | Kōji Ishizaka (石坂浩二) Shima Iwashita                        | |  |
| 18 | Shishi no jidai                | 獅子の時代                     | 6 janvier 1980   | 21 décembre 1980 | Bunta Sugawara Gō Katō (加藤剛)                                | |  |
| 19 | Onna Taikōki                   | おんな太閤記                   | 11 janvier 1981  | 20 décembre 1981 | Yoshiko Sakuma (佐久間良子) Toshiyuki Nishida                  | Adapté du roman Taikōki (qui constitue la base du 3e taiga drama du même titre), avec l'histoire racontée dans une perspective féministe. |  |
| 20 | Tōge no gunzō                  | 峠の群像                       | 10 janvier 1982  | 19 décembre 1982 | Ken Ogata (緒形拳) Jūzō Itami                                  | |  |
| 21 | Tokugawa Ieyasu                | 徳川家康                       | 9 janvier 1983   | 18 décembre 1983 | Sakae Takita (滝田栄) Tetsuya Takeda (武田鉄矢)                | |  |
| 22 | Sanga Moyu                     | 山河燃ゆ                       | 8 janvier 1984   | 23 décembre 1984 | Matsumoto Kōshirō IX (松本幸四郎) Toshiyuki Nishida            | Premier et seul (jusqu'à aujourd'hui) taiga drama dont l'action se situe au cours de l'ère Shōwa pendant la Seconde Guerre mondiale.      |  |
| 23 | Haruno hatō                    | 春の波涛                       | 6 janvier 1985   | 15 décembre 1985 | Masatoshi Nakamura (中村雅俊) Keiko Matsuzaka (松坂慶子)       | |  |
| 24 | Inochi                         | いのち                         | 5 janvier 1986   | 14 décembre 1986 | Yoshiko Mita (三田佳子) Kōji Yakusho                           | Premier et seul (jusqu'à aujourd'hui) taiga drama dont l'action se situe dans le Japon d'après-guerre.                                    |  |
| 25 | 'Dokuganryū Masamune           | 独眼竜政宗                     | 4 janvier 1987   | 13 décembre 1987 | Ken Watanabe (渡辺謙) Kumiko Gotō (後藤久美子)                 | |  |
| 26 | Takeda Shingen                 | 武田信玄                       | 10 janvier 1988  | 18 décembre 1988 | Kiichi Nakai (中井貴一) Misako Konno                           | |  |
| 27 | Kasuga no Tsubone              | 春日局                         | 1er janvier 1989 | 17 décembre 1989 | Reiko Ōhara (大原麗子) Shinji Yamashita (山下真司)             | |  |
| 28 | Tobu ga gotoku                 | 翔ぶが如く                     | 7 janvier 1990   | 9 décembre 1990  | Toshiyuki Nishida (西田敏行) Takeshi Kaga                      | |  |
| 29 | Taiheiki                       | 太平記                         | 6 janvier 1991   | 25 décembre 1991 | Hiroyuki Sanada (真田広之) Yasuko Sawaguchi                    | |  |
| 30 | Nobunaga                       | 信長 KING OF ZIPANGU           | 5 janvier 1992   | 13 décembre 1992 | Naoto Ogata (緒形直人) Momoko Kikuchi (菊池桃子)               | |  |
| 31 | Ryūkyū no kaze                 | 琉球の風                       | 10 janvier 1993  | 13 juin 1993     | Noriyuki Higashiyama (東山紀之) Atsuro Watabe (渡部篤郎)       | Première partie d'une série qui en compte trois.                                                                                          |  |
| 32 | Homura Tatsu                   | 炎立つ                         | 4 juillet 1993   | 13 mars 1994     | Ken Watanabe (渡辺謙) Hiroaki Murakami                         | Deuxième partie d'une série qui en compte trois. Première la plus tardive (14 juillet) d'un taiga drama.                                  |  |
| 33 | Hana no ran                    | 花の乱                         | 3 avril 1994     | 25 décembre 1994 | Yoshiko Mita (三田佳子) Ichikawa Danjūrō XII                   | Conclusion d'une série en trois parties. Également le taiga drama ayant fait le moins d'audience dans l'histoire de la NHK.               |  |
| 34 | Hachidai Shōgun Yoshimune      | 八代将軍吉宗                   | 8 janvier 1995   | 10 décembre 1995 | Toshiyuki Nishida (西田敏行) Nenji Kobayashi (小林稔侍)        | À propos du shogun Tokugawa Yoshimune. |  |
| 35 | Hideyoshi                      | 秀吉                           | 7 janvier 1996   | 22 décembre 1996 | Naoto Takenaka (竹中直人) Yasuko Sawaguchi                     | 49 épisodes consacrés à la vie d'Hideyoshi Toyotomi.                                                                                      |  |
| 36 | Mōri Motonari                  | 毛利元就                       | 5 janvier 1997   | 14 décembre 1997 | Hashinosuke Nakamura (中村橋之助) Yasuko Tomita (富田靖子)     | |  |
| 37 | Tokugawa Yoshinobu             | 徳川慶喜                       | 4 janvier 1998   | 13 décembre 1998 | Masahiro Motoki (本木雅弘) Hikari Ishida                       | |  |
| 38 | Genroku Ryōran                 | 元禄繚乱                       | 1er janvier 1999 | 12 décembre 1999 | Nakamura Kanzaburō XVIII (中村勘九郎) Ken Matsudaira           | |  |
| 39 | Aoi ~Tokugawa Sandai~          | 葵徳川三代                     | 9 janvier 2000   | 17 décembre 2000 | Masahiko Tsugawa (津川雅彦) Toshiyuki Nishida                  | Première série diffusée en haute définition. Les émissions ultérieures sont diffusées en HD.                                              |  |
| 40 | Hōjō Tokimune                  | 北条時宗                       | 7 janvier 2001   | 9 décembre 2001  | Motoya Izumi(和泉元彌) Atsuro Watabe (渡部篤郎)                | |  |
| 41 | Toshiie to Matsu               | 利家とまつ～加賀百万石物語～   | 6 janvier 2002   | 15 décembre 2002 | Toshiaki Karasawa (唐沢寿明) Nanako Matsushima                 | |  |
| 42 | Musashi                        | 武蔵 MUSASHI                   | 5 janvier 2003   | 7 décembre 2003  | Shinnosuke Ichikawa (市川新之助) Ryoko Yonekura                | |  |
| 43 | Shinsengumi!                   | 新撰組!                        | 11 janvier 2004  | 12 décembre 2004 | Shingo Katori (香取慎吾) Koji Yamamoto Masato Sakai (堺雅人)   | |  |
| 44 | Yoshitsune                     | 義経                           | 9 janvier 2005   | 11 décembre 2005 | Hideaki Takizawa (滝沢秀明) Kiichi Nakai                       | |  |
| 45 | Kōmyō ga tsuji                 | 功名が辻                       | 8 janvier 2006   | 10 décembre 2006 | Yukie Nakama Takaya Kamikawa (上川隆也)                        | |  |
| 46 | Fūrin kazan                    | 風林火山                       | 7 janvier 2007   | 9 décembre 2007  | Masaaki Uchino (内野聖陽) Gackt                                | |  |
| 47 | Atsuhime                       | 篤姫                           | 6 janvier 2008   | 21 décembre 2008 | Aoi Miyazaki (宮﨑あおい) Eita (瑛太)                          | |  |
| 48 | Tenchijin                      | 天地人                         | 4 janvier 2009   | 22 novembre 2009 | Satoshi Tsumabuki (妻夫木聡)                                   | |  |
| 49 | 'Ryōmaden                      | 龍馬伝                         | 3 janvier 2010   | 28 novembre 2010 | Masaharu Fukuyama (福山雅治) Teruyuki Kagawa (香川照之)        | |  |
| 50 | Gō                             | 江〜姫たちの戦国〜             | 9 janvier 2011   | 27 novembre 2011 | Juri Ueno (上野樹里)                                           | |  |
| 51 | Taira no Kiyomori              | 平清盛                         | 2012             | 2012             | Kenichi Matsuyama (松山ケンイチ) Masaki Okada (岡田将生)       | |  |
| 52 | Yae no sakura                  | 八重の桜                       | 2013             | 2013             | Haruka Ayase                                                   | |  |
| 53 | Gunshi Kanbee                  | 軍師官兵衛                     | 2014             | 2014             | Jun'ichi Okada (岡田准一)                                      | |  |
| 54 | Hana moyu                      | 花燃ゆ                         | 2015             | 2015             | Mao Inoue (井上真央)                                           | |  |
| 55 | Sanada Maru                    | 真田丸                         | 2016             | 2016             | Masato Sakai (堺 雅人)                                         | |  |
| 56 | On'na jōshu Naotora            | おんな城主 直虎                | 2017             | 2017             | Kō Shibasaki (柴咲コウ)                                        | |  |
| 57 | Segodon                        | 西郷どん                       | 2018             | 2018             | Ryohei Suzuki (鈴木亮平)                                       | |  |
| 58 | Idaten: Tokyo Olympics Banashi | いだてん～東京オリムピック噺～ | 2019             | 2019             | Nakamura Kankurō VI (六代目 中村勘九郎) Sadao Abe (阿部サダヲ) | |  |
| 59 | Kirin ga kuru                  | 麒麟がくる                     | 2020             | 2020             | Hiroki Hasegawa (長谷川博己)                                   | |  |
| 60 | Seiten o Tsuke                 | 青天を衝け                     | 14 February 2021 | 26 Decembre 2021 | Ryō Yoshizawa (Shibusawa Eiichi)                               | |  |
| 61 | Kamakura-dono no 13-nin        | 鎌倉殿の13人                   | 9 Janvier 2022   | 18 Decembre 2022 | Shun Oguri (Hōjō Yoshitoki)                                    | |  |
| 62 | Dousuru Ieyasu                 | どうする家康                   | 8 Janvier 2023   | 17 Decembre 2023 | Jun Matsumoto (Tokugawa Ieyasu)                                | |  |
| 63 | Hikaru Kimi e                  | 光る君へ                       | 7 Janvier 2024   | 2024             | Yuriko Yoshitaka ( Murasaki Shikibu)                           | Vie romancée de l'autrice du roman le Dit du Genji, à l'époque de Heian                                                                   |  |
| 64 | Berabou                        | べらぼう ～蔦重栄華乃夢噺～    | 2025             | 2025             | Ryusei Yokohama (Tsutaya Jūzaburō)                             | |  |
| 65 | Toyotomi Kyōdai! 豊臣兄弟！    |                                | 2026             | 2026             | Taiga Nakano (as Toyotomi Hidenaga)                            | |  |

## NHK Special Drama
Saka no Ue no Kumo était initialement prévue pour une diffusion en 2006  en tant que « Taiga Drama 21e siècle ». Toutefois, le scénariste de la série s'est suicidé, provoquant un retard dans la production. La série sera diffusée comme « NHK Drama Special » en trois parties, chaque partie diffusée à partir de fin novembre jusqu'à fin décembre de chaque année..
| Titre                                    | Épisodes   | Début                               | Fin               | Distribution                |
| ---------------------------------------- | ---------- | ----------------------------------- | ----------------- | --------------------------- |
| Saka no Ue no Kumo 1re partie 坂の上の雲 | 5 épisodes | 29 novembre 2009                    | 27 décembre 2009  | Masahiro Motoki Hiroshi Abe |
| Saka no Ue no Kumo 2e partie             | 4 épisodes | 5 décembre 2010                     | 26 décembre 2010  |                             |
| Saka no Ue no Kumo 3e partie             | 4 épisodes | Fin novembre ou début décembre 2011 | Fin décembre 2011 |                             |

## Séries récentes
- Kirin ga kuru (2020)

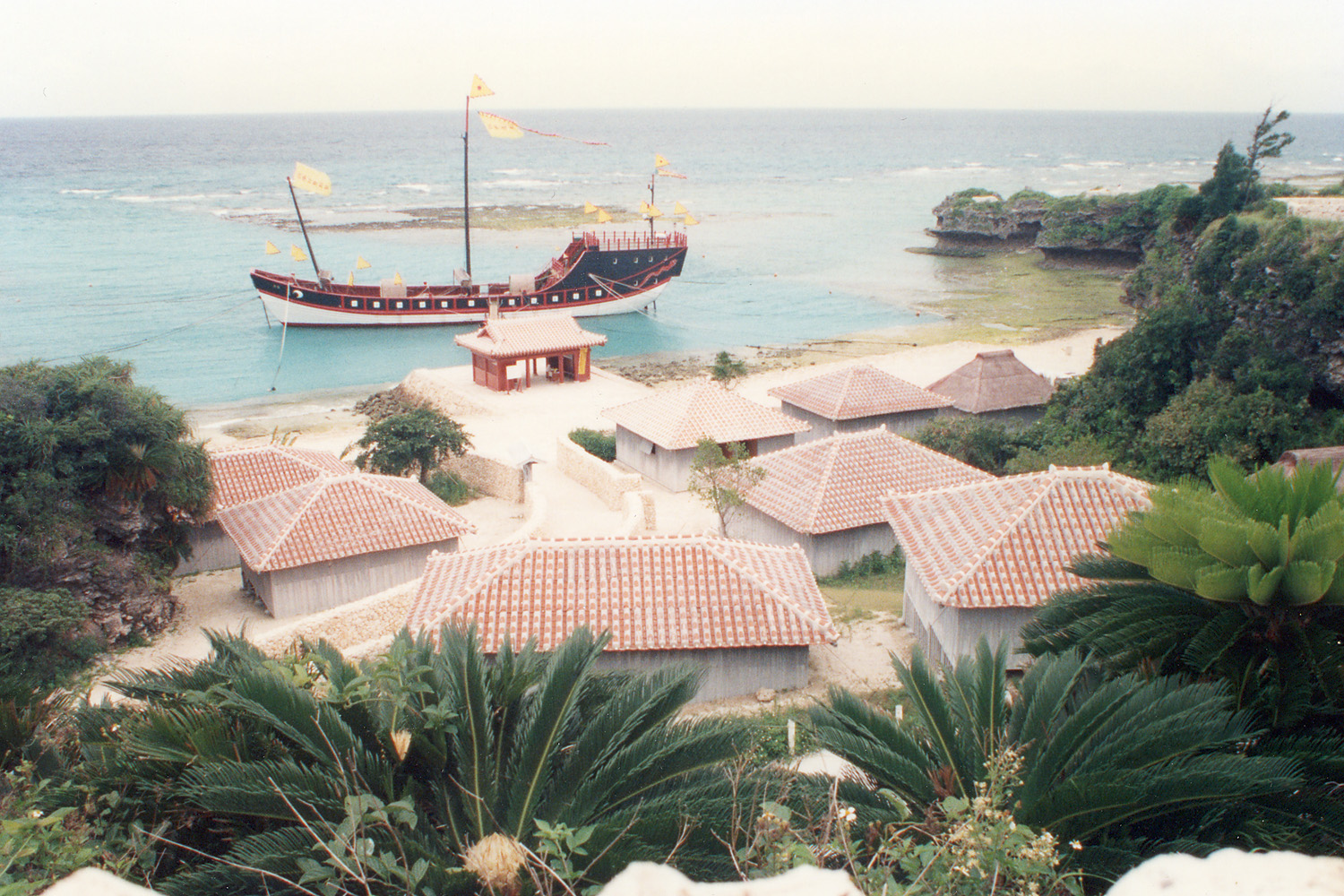
Le décor de Ryūkyū no Kaze (1993) sert à présent de parc à Okinawa.

- Idaten: Tokyo Olympics Banashi (2019)
- Segodon 西郷どん (2018)
- On'na jōshu Naotora おんな城主 直虎 (2017)
- Sanada Maru 真田丸 (2016) – La vie du dernier grand commandant et stratège japonais Yukimura Sanada (真田幸村 1567 - 3 juin 1615) de la période Sengoku
- Hana moyu 花燃ゆ (fleur qui brûle) (2015) – Dans l'année 14 de l'ère Tempo (1843), une petite fille est née dans la famille Sugi. Nommé Fumi, elle est la 4e fille de la famille. Elle épouse Katori Motohiko et devient sa seconde épouse après sa sœur aînée, Ju.
- Gunshi Kanbee 軍師官兵衛 (stratège Kanbee) (2014) – consacré à Kuroda Yoshitaka (1546–1604), daimyo de la fin de la période Sengoku au début de l'époque d'Edo, stratège en chef aux ordres de Toyotomi Hideyoshi.
- Yae no Sakura 八重の桜 (2013) – situé à la fin du XIXe siècle, à propos de Yamamoto Yaeko, femme née dans un ménage faisant partie du domaine d'Aizu qui a participé à la guerre de Boshin en tant que membre du clan Aizu.
- Taira no Kiyomori 平清盛 (2012) – à propos de Taira no Kiyomori, chef du clan Taira au milieu du XIIe siècle, qui domine la cour pendant un temps mais dont le clan est défait et détruit au cours de la  guerre de Genpei (1180–1185).
- Gō 江 〜姫たちの戦国〜 (2011) – consacré à Ogō, nièce d'Oda Nobunaga, épouse de Tokugawa Hidetada et sœur de Yodo-Dono, seconde épouse de Toyotomi Hideyoshi.
- Ryomaden (2010) – Reconstitution de la vie de Ryoma Sakamoto qui joue un rôle déterminant dans la fin du règne des Tokugawa au milieu du XIXe siècle.
- Tenchijin (2009) – Consacré à Naoe Kanetsugu, au service de deux générations du clan Uesugi durant les XVIe et XVIIe siècles.
- Atsuhime (2008) – Avec Aoi Miyazaki en vedette. Aoi interprète le rôle de Tenshōin, l'épouse de Tokugawa Iesada (1824–1858), le 13e shogun. Elle est également la plus jeune artiste tenant un premier rôle dans l'histoire des taiga drama, battant le record de Hideaki Takizawa lorsqu'elle joue Yoshitsune.
- Fūrin Kazan (2007). À partir du roman à succès de Yasushi Inoue, ce drama raconte l'histoire de Yamamoto Kansuke, guerrier qui atteint un rang élevé dans l'armée du seigneur de guerre Takeda Shingen par des moyens peu honorables.
- Kōmyō-ga-tsuji: Yamauchi Kazutoyo no Tsuma. Takaya Kamikawa interprète le rôle de Yamauchi Kazutoyo, commandant militaire et daimyo qui s'empare du domaine de Tosa et construit le château de Kōchi. Yukie Nakama joue le rôle de Chiyo, l'épouse qui soutient toujours Kazutoyo. L'histoire de Ryōtarō Shiba couvre les dernières années de la période Sengoku, l'époque Azuchi Momoyama et le début de l'époque d'Edo.
- Yoshitsune (2005). Takizawa Hideaki incarne le rôle-titre en Minamoto no Yoshitsune et Matsudaira Ken joue Musashibō Benkei. Le scénario de Kaneko Naruto est fondé sur l'original de Miyao Tomiko. Vladimir Ashkenazy dirige l'orchestre symphonique de la NHK sur un thème musical d'Iwashiro Tarō. Le premier taiga drama de la NHK sur ce sujet date de 1966.
- Shinsengumi! (2004). Shingo Katori interprète Kondō Isami, Yamamoto Kōji Hijikata Toshizō et Tatsuya Fujiwara le tragique jeune Okita Sōji.
- 武蔵 MUSASHI (2003). L'acteur kabuki Ichikawa Shinnosuke VII (à présent Ichikawa Ebizō XI) interprète le rôle principal de l'épéiste Miyamoto Musashi dont la vie s'étend de la fin de la période Sengoku au début de l'époque d'Edo. La série est fondée sur le roman de Yoshikawa Eiji qui sert de base à la plupart des fictions modernes qui reprennent les événements de la vie de Musashi. C'est le premier taiga drama dont le titre est écrit en kanji et en alphabet latin.
- Toshiie et Matsu (2002). Karasawa Toshiaki en Maeda Toshiie et Nanako Matsushima en Matsu reconstituent ula fondation du shogunat Tokugawa du point de vue d'un daimyo.
- Hōjō Tokimune (2001). L'acteur kyōgen Izumi Motoya interprète le rôle principal de Hōjō Tokimune, en tête d'une distribution qui comprend Ken Watanabe. Les principaux événements de cette série incluent les invasions mongoles du Japon.
- Aoi Tokugawa Sandai (2000). L'acteur Masahiko Tsugawa, reprend le rôle de Tokugawa Ieyasu qu'il interprétait déjà dans un taiga drama de 1987 et qu'il a joué en diverses occasions. Toshiyuki Nishida (en) interprète son fils Hidetada. Nishida a neuf autres rôles à son crédit dans les taiga dramas dont le principal de Hachidai Shogun Yoshimune. Charles Dutoit dirige l'orchestre symphonique de la NHK dans l'interprétation du thème de cette série.
- Genroku Ryōran (1999). Nakamura Kankurō V interprète Ōishi Yoshio dans cette histoire de l'ère Genroku durant laquelle se déroulent les événements liés aux 47 rōnin.